# Holborn Viaduct

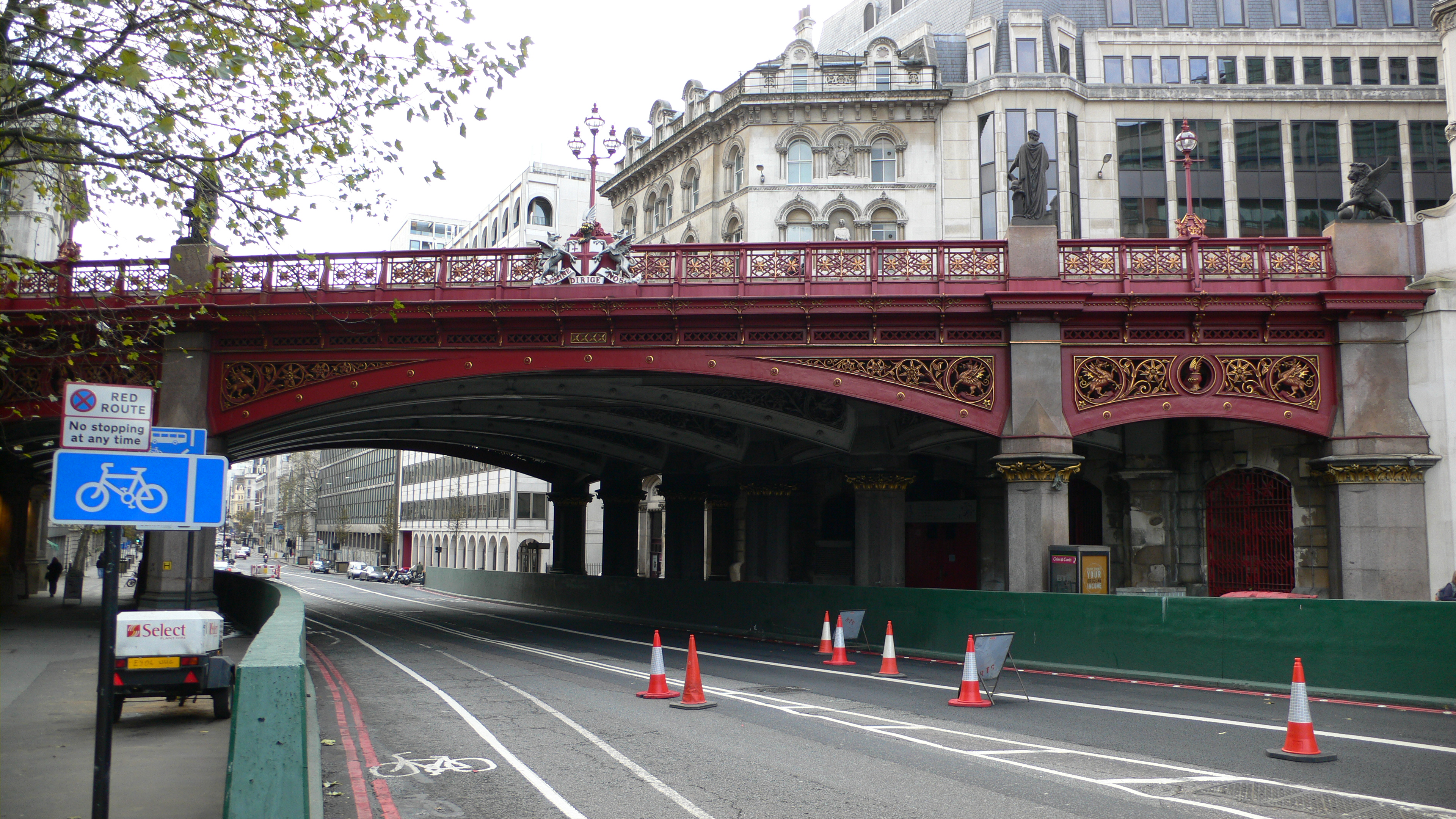
Das Holborn Viadukt 2005

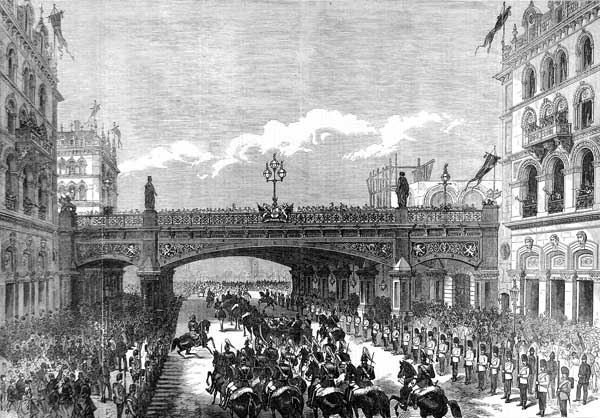
Eine königliche Prozession zur Eröffnung des Holborn Viadukt im Jahre 1869

Lage des Holborn Viaduct in der City of London

Das Holborn Viaduct ist eine Straßenbrücke in der City of London. Auf der Brücke überquert die gleichnamige Straße (als Teil der A40) die Farringdon Street und verbindet so Holborn, über den Holborn Circus, mit der Newgate Street in der City. Das 24 m breite Viadukt überspannt vom höher gelegenen Holborn Hill aus das Tal des heute unterirdisch verlaufenden River Fleet mit einer Länge von 430 m und ist beidseitig von Gebäuden umbaut.
Die Brücke wurde zwischen 1863 und 1869 als Teil der Holborn Valley Improvements unter Leitung von William Haywood und dem Ingenieur Rowland Mason Ordish erbaut. Dieses über £2 Mio. (das entspricht 2018 etwa £181 Mio.) teure öffentliche Bauprogramm hatte zum Ziel, den Verkehrsfluss und die Zufahrt vom West End zur City zu verbessern. Neben dem Viadukt umfasste das Programm die Schaffung des Holborn Circus und der Queen Victoria Street, den Wiederaufbau der Blackfriars Bridge sowie die Fortführung der Farringdon Street und die Schaffung der Bahnhöfe Farringdon und Ludgate Hill. Am 6. November 1869 wurde das Viadukt zusammen mit den anderen Straßen von Königin Victoria mit einem formellen Kutschenumzug eröffnet.
Das Viadukt sollte eine ebenere Fahrt von West nach Ost über das Fleet-Tal und die Farringdon Street hinweg ermöglichen. Zuvor mussten Pferdefuhrwerke von der Holborn Anhöhe entlang der Charterhouse Street zur kleineren Holborn Bridge hinunterfahren, um dort nahe dem Ludgate Circus den seit 1734 unterirdisch geführten River Fleet zu überqueren und auf der gegenüberliegenden Seite den Snow Hill zu erklimmen. Die Brücke war eine der ersten modernen Überführungen in der Londoner Innenstadt.
Die Brücke wird auf beiden Seiten von jeweils zwei fünfgeschossigen Pavillons flankiert, die Treppenhäuser und Aufzüge enthalten, mit denen Fußgänger zwischen den beiden Straßenebenen wechseln können. Die Brücke selbst ist reichverziert und mit mehreren Statuen ausgestattet. Die von Henry Bursill geschaffenen Plastiken auf der Südseite symbolisieren Handel und Landwirtschaft, während die von der Firma Farmer & Brindley geschaffenen auf der Nordseite die Wissenschaft und die Künste darstellen. Zudem findet sich an jedem Pavillon jeweils ein ebenfalls in Bronze ausgeführter geflügelter Löwe mit einer Kugel.
Bei der Bombardierung Londons im Zweiten Weltkrieg wurden 1941 weite Teile dieses Gebiets und auch die beiden nördlichen Pavillons zerstört. Erst im Jahr 2000 konnte das westliche und 2014 das östliche Gebäude bei entsprechenden Immobilienprojekten wiederhergestellt werden.
Südöstlich der Brücke wurde 1874 der Bahnhof Holborn Viaduct eröffnet. Er war im östlichen Teil ein Durchgangsbahnhof für die Strecke Richtung Farringdon, bevor er 1990 durch den Bahnhof City Thameslink ersetzt wurde.
Nordwestlich der Brücke eröffnete 1882 eines der weltweit ersten Kohlekraftwerke.